# Valentina Cipriani
Valentina Cipriani (Sezze, 8 aprile 1983) è una schermitrice italiana, specializzata nel fioretto. Ha vinto una medaglia d'oro a squadre ai Campionati europei del 2005 e due medaglie di bronzo ai Giochi europei.

## Biografia
Negli anni tira con vari club fra cui il Circolo Scherma Terni e il Frascati Scherma.
Nel 2005 si arruola nell'Aeronautica Militare, entrando nel Centro Sportivo.
Nel 2016 si laurea in Scienze Motorie presso l'Università degli Studi dell'Aquila.

## Palmarès

### Risultati élite
In carriera ha ottenuto i seguenti risultati:
Mondiali militari
Individuale
- Bronzo nel fioretto a Grosseto 2005

A squadre
- Oro nel fioretto a Grosseto 2005

Universiadi
Individuale
A squadre
- Oro nel fioretto a Smirne 2005
- Oro nel fioretto a Belgrado 2009

Giochi mondiali militari
Individuale
- Oro nel fioretto a Rio de Janeiro 2011
- Argento nel fioretto a Mungyeong 2015

A squadre
- Oro nel fioretto a Rio de Janeiro 2011
- Argento nel fioretto a Mungyeong 2015

Giochi europei
Individuale
- Bronzo nel fioretto a Baku 2015

A squadre
- Bronzo nel fioretto a Baku 2015

Europei
Individuale
- Bronzo nel fioretto a Zalaegerszeg 2005

A squadre
- Oro nel fioretto a Zalaegerszeg 2005

Campionati italiani
Individuale
- Bronzo nel fioretto a Livorno 2011
- Bronzo nel fioretto a Trieste 2013

A squadre
- Oro nel fioretto a Padova 2004
- Argento nel fioretto nel 2001
- Argento nel fioretto a Roma 2003
- Argento nel fioretto a Napoli 2007
- Argento nel fioretto a Tivoli 2009
- Bronzo nel fioretto a Conegliano Veneto 2002
- Bronzo nel fioretto a Jesi 2008
- Bronzo nel fioretto a Siracusa 2010
- Bronzo nel fioretto a Bologna 2012

### Risultati giovani
Mondiali giovanili
Individuale
A squadre
- Oro nel fioretto a Trapani 2003
- Bronzo nel fioretto ad Adalia 2002

Europei giovani
Individuale
A squadre
- Oro nel fioretto a Conegliano 2002

Campionati Italiani Under 23
- Argento individuale 2006

Campionati Italiani Giovani
- Oro individuale 2001
- Argento individuale 2003